# Portel
Portel község és település Portugáliában, Évora kerületben. A település területe 601,01 négyzetkilométer.
Portel lakossága 6428 fő volt a 2011-es adatok alapján. A településen a népsűrűség 11 fő/ négyzetkilométer. A település jelenlegi vezetője Norberto António Lopes Patinho.
A település napja minden év Húsvéthétfőjére esik.
A község a következő településeket foglalja magába, melyek:
- Amieira e Alqueva
- Monte do Trigo
- Portel
- Santana
- São Bartolomeu do Outeiro e Oriola
- Vera Cruz

## Fordítás
Ez a szócikk részben vagy egészben  a   Portel, Portugal című angol Wikipédia-szócikk ezen változatának fordításán alapul.  Az eredeti cikk szerkesztőit annak laptörténete sorolja fel. Ez a jelzés csupán a megfogalmazás eredetét és a szerzői jogokat jelzi, nem szolgál a cikkben szereplő információk forrásmegjelöléseként.